# Anton Dolinar (duhovnik)
Anton Dolinar, slovenski katoliški duhovnik, muzikolog in skladatelj, * 13. januar 1894, Trata, † 1. avgust 1953, Yates Centre, Kansas, ZDA.

## Življenje in delo
Rodil se je očetu hišarju Gregorju in materi Tereziji (rojena Bernik). Stric mu je bil skladatelj in pisatelj Franc Bernik. Po gimnaziji v Šentvidu nad Ljubljano in bogoslovju v Ljubljani (posvečen 1917), se je posvetil študiju glasbene vede na Dunaju, kjer je 1923 diplomiral na konservatoriju in 1927 doktoriral iz muzikologije na FF. Služboval je po raznih farah na Kranjskem, pred zadnjo vojno pa je vodil glasbeni program radijske postaje v Ljubljani. Objavil je več zborovskih oz. cerkvenih skladb in glasbenih člankov, v katerih je proučeval glasbeno estetiko, v revijah Pevec (tudi urednik), Zbori in Cerkveni glasbenik. Do konca 2. svetovne vojne je bil urednik Radia Ljubljana in dirigent Glasbenega društva Ljubljana, 1945 pa je odšel v tujino in umrl v ZDA v Yates Centre v državi Kansas.